# Epidermophyton floccosum
Epidermophyton floccosum é um dermatófito antropofílico que pode ser encontrado em todo o mundo (cosmopolita).

## Taxonomia
Esse fungo foi descrito originalmente por Carl Otto Harz em 1870, que o nomeou Acrothecium floccosum. Foi renomeado mais tarde Blastotrichum floccosum, no livro de Rabenhort Krytpogamen Flora (1907), e, finalmente, como Epidermophyton floccosum por Ota e Langeron in 1923.

## Descrição
O fungo possui crescimento moderado, atingindo maturidade em 10 dias. As colonias são normalmente granulosas, com textura de camurça e podem ser cor de oliva, amarelas ou marrom-amareladas. A região central é levemente elevada. A cultura fica coberta por micélio  estéril após muitas semanas. O Epidermophyton floccosum contém um  lipídeo incomum de função desconhecida:1(3),2-diacilgliceril-3(1)-O-4′-(N,N,N-trimetil)homoserina. Dois outros dermatófitos analisados, Microsporum cookei e Trichophyton rubrum , não contém esse lipídeo Microconídos estão geralmente ausentes.

## Patologia
O fungo é o único patógeno das duas espécies do  gênero Epidermophyton. Hospedeiros do fungo são humanos, animais silvestres e animais domésticos. Esse fungo pode causar tinea pedis, tinea cruris, tinea corporis, e onicomicose. A infecção espalha-se pode contato, especialmente em ginásios e vestiários. A infecção pode ser contida por banho com sabão, água e um fungicida adequado. Um estudo de 900 pacientes afetados po E. floccosum investigando aspectos contagiosos do fungo foi conduzido na Coreia, de 1976 a 1997. O estudo encontrou que menos pessoas são infectadas por  E. floccosum que por outros dermatófitos. O fungo pode ser transmitido entre humanos e esquilos O fungo normalmente infecta apenas as camadas queratinosas não-vivas da epiderme. Uma infecção invasiva, contudo, já foi relatada no caso de um paciente imunocomprometido com síndrome de Behçet.